# 高本昇一
高本 昇一（たかもと しょういち、1961年3月18日 - ）は、大阪府出身の元プロ野球選手（投手）。左投左打。

## 来歴・人物
大阪・勝山高から、1978年のプロ野球ドラフト会議で横浜大洋ホエールズから木田勇の外れ1位で指名を受け入団。
前評判は高い左腕だったがプロ入り後は一軍になかなか上がれず、二軍でも成績を残せなかった。1981年オフに自由契約となり、阪急ブレーブスの入団テストを受け合格するも、契約には至らず現役を引退した。

## 詳細情報

### 年度別投手成績
- 一軍公式戦出場なし

### 背番号
- 48 （1979年 - 1981年）